# Distrito de Rokycany
El distrito de Rokycany es uno de los siete distritos que forman la región de Pilsen, República Checa, con una población estimada a principio del año 2018 de 48 602 habitantes. Se encuentra ubicado al oeste del país, al oeste de Praga, cerca de la frontera con Alemania. Su capital es la ciudad de Rokycany.

## Localidades (población año 2018)
- Bezděkov 137
- Břasy 2290
- Březina 357
- Bujesily 60
- Bušovice 596
- Cekov 130
- Cheznovice 731
- Chlum45
- Chomle 63
- Čilá 16
- Dobřív 1264
- Drahoňův Újezd 132
- Ejpovice 676
- Hlohovice 320
- Holoubkov 1435
- Hrádek 2850
- Hradiště 30
- Hůrky 234
- Kakejcov 102
- Kamenec 67
- Kamenný Újezd 815
- Kařez 674
- Kařízek 49
- Klabava 464
- Kladruby 169
- Kornatice 183
- Lhota pod Radčem 319
- Lhotka u Radnic 58
- Liblín 273
- Líšná 193
- Litohlavy 516
- Medový Újezd 247
- Mešno 85
- Mirošov 2234
- Mlečice 313
- Mýto 1565
- Němčovice 168
- Nevid 177
- Osek 1359
- Ostrovec-Lhotka 98
- Plískov 123
- Podmokly 253
- Příkosice 436
- Přívětice 205
- Radnice 1798
- Raková 250
- Rokycany 14 074
- Sebečice 67
- Sirá 137
- Skomelno 212
- Skořice 259
- Smědčice 281
- Štítov 60
- Strašice 2534
- Svojkovice 417
- Těně 280
- Terešov 170
- Těškov 301
- Trokavec109
- Týček 207
- Újezd u Svatého Kříže231
- Vejvanov 234
- Veselá 282
- Vísky 48
- Volduchy 1175
- Všenice 270
- Zbiroh 2487
- Zvíkovec 208